# Constant Dinichert
Christoph-Constant Dinichert (* 22. Juni 1832 in Wattwiller; † 16. August 1916 in Bern; heimatberechtigt seit 1871 in Murten und später in Muntelier) war ein französischer und seit 1871 Schweizer Uhrenfabrikant und Politiker.

## Leben

### Familie

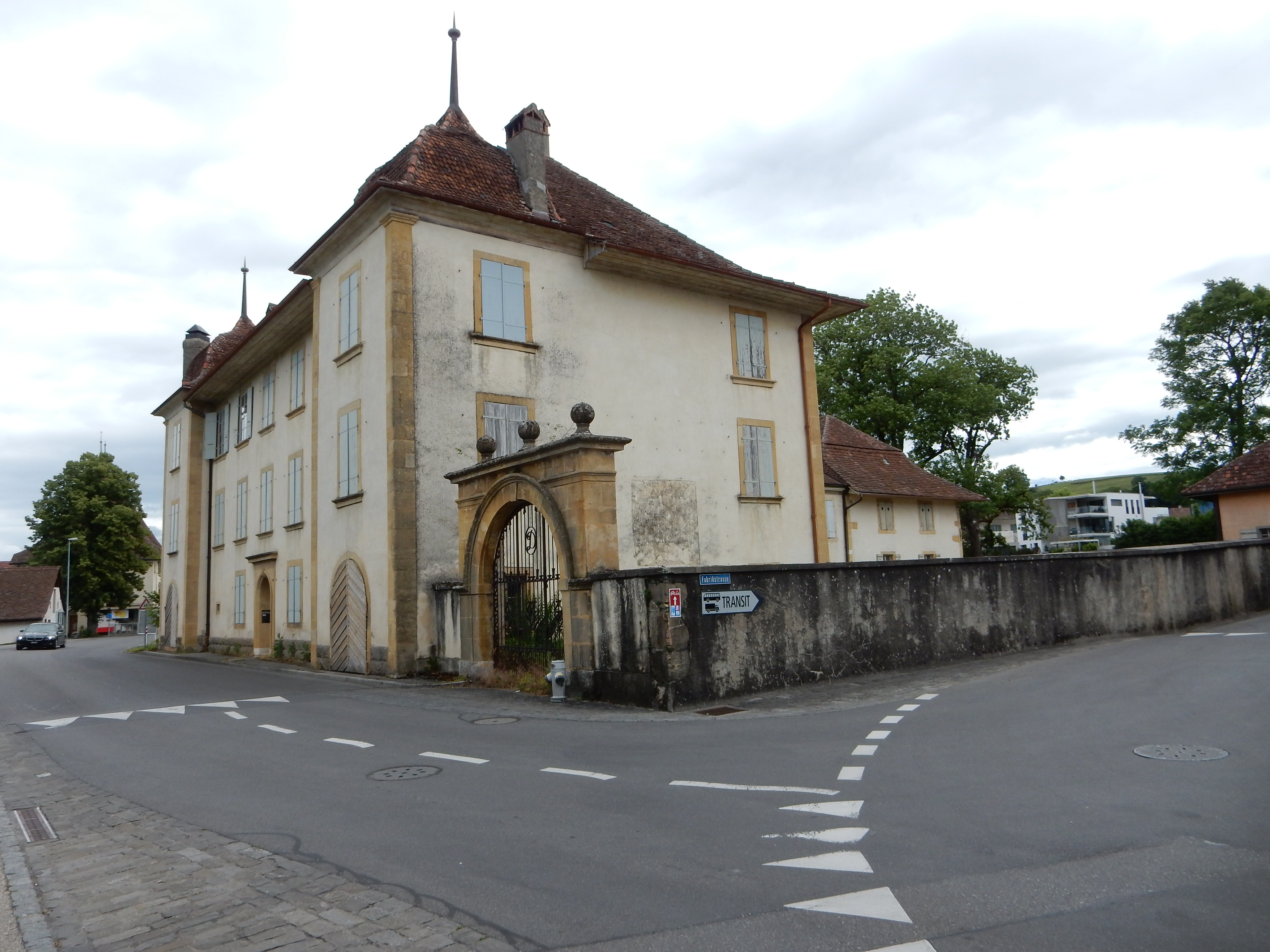
Schloss Muntelier

Constant Dinichert war der Sohn von Marie-Madeleine Dinichert (1801–1832); Angaben zum Vater lagen nicht vor.
Er heiratete am 7. August 1859 Anna Rosina Bertha (1835–1907), die Tochter des Zeichenlehrers und Kaufmanns Eduard Kinkelin aus Murten; zu ihren Kindern gehörte unter anderem der spätere Diplomat Paul Dinichert. Seine Tochter Maria Bertha (1860–1939) war seit 1881 mit Paul Dubois verheiratet. 1907 verstarb sein Sohn Eugen Dinichert, der Mitbegründer und Teilhaber der Pariser Filiale von Siemens & Halske war, an Typhus.
Er lebte mit seiner Familie im Schloss Muntelier.
1871, nachdem das Elsass an Deutschland übergegangen war, erkaufte er sich das Schweizer Orts- und Bürgerrecht in Murten.
Er verstarb nach einer Operation im Viktoriasanatorium in Bern und wurde auf dem Friedhof Muntelier beigesetzt.
Seine Kinder vermachten verschiedenen öffentlichen Unterstützungsorganisationen insgesamt 10'000 Schweizer Franken, dazu erhielten die Hilfskasse der Arbeiter in der Uhrenfabrik Muntelier, die Pensionskasse derselben Fabrik und der Armenfonds der Gemeinde Muntelier je 2000 Schweizer Franken.

### Werdegang
Constant Dinichert machte seit 1850 eine Uhrmacherlehre in La Chaux-de-Fonds und arbeitete ab 1853 als Edelsteinfasser in der Uhrengehäusefabrik von Etienne-Ovide Domon (1807–1873) in Murten. Nach einem Brand in der Fabrik setzte er sich 1856 für die Freilassung von Etienne-Ovide Domon ein, der nach dem Brand verhaftet worden war; nachdem die Ermittlungen dessen Unschuld ergeben hatten, erfolgte umgehend seine Freilassung.
Nachdem die Fabrik nach Muntelier verlegt worden war, wurde er 1859 Geschäftspartner von Etienne-Ovide Domon und war dann seit 1861 kaufmännischer Leiter und darauf Direktor der Firma, die er noch bis 1904 weiter betrieb. 1865 war es in Europa das einzige Unternehmen, das eine Uhr vom Anfang bis zum Ende selbst anfertigte. Die Firma beschäftigte 1868 450 Arbeiter und fertigte jährlich 30'000 Uhren, die weltweit versandt wurden. Die Fabrik war in den Jahren 1867 und 1878 an der Weltausstellung in Paris beteiligt und erhielt hierbei jeweils bronzene Medaillen. 1904 trat er als Direktor zurück.
1875 ging er nach Bern, um das Porzellangeschäft seines Schwiegervaters zu übernehmen, wurde jedoch bereits 1877 durch die Uhrenfabrik in Muntelier wieder zurückberufen, nachdem diese als Société suisse d’horlogerie in eine Aktiengesellschaft umgewandelt worden war, an der er die Aktienmehrheit hatte. Nach seinem Tod führte sein gleichnamiger Sohn das Unternehmen weiter.
Von 1893 bis 1909 war er Mitglied des Verwaltungsrats der gerade gegründeten Freiburger Staatsbank. Noch 1909 forderte er, dass das Organisationsgesetz der Staatsbank revidiert werde, weil es erlaubte, dass entgegen der Verfassung Regierungsmitglieder vorschriftsmässige Geschäfte tätigen konnten; allerdings griff die Regierung seinen Vorschlag nicht auf, und es kam erst nach dem Staatsbankskandal, bei dem es um Unregelmässigkeiten und missglückte Geschäfte ging, durch Jean-Marie Musy zu den entsprechenden Änderungen.
Seit 1910 war er Mitglied im Verwaltungsrat der Konservenfabrik Saxon.
1915 trat er als Verwaltungsrat der Freiburg-Murten-Insbahn zurück.

### Politisches und gesellschaftliches Wirken
Constant Dinichert war 1874 Präsident des Finanzkomitees des Zentralkomitees, das anlässlich der Organisation zur 400-Jahr-Feier der Schlacht bei Murten gebildet worden war.
Von 1874 bis 1875 war er Mitglied des Gemeinderats in Murten.
1879 war er Präsident des Komitees, das sich zur Gründung der Gegenseitigen Unterstützungsgesellschaft im Sterbefall, später Sterbekasse, in Murten gebildet hatte, 1888 war er dann im Vorstand.
Von 1891 bis 1911 war er radikaler Freiburger Grossrat und vom 4. Dezember 1893 bis zum 3. Dezember 1911 radikal-demokratischer Nationalrat; von 1908 bis zu seinem Rücktritt übte er das Amt des Alterspräsidenten im Nationalrat aus; sein Nachfolger als Alterspräsident war Johann Jakob Abegg. Er gehörte der Geschäftsprüfungskommission an und war seit 1895 Präsident der Kommission für die Vorberatung der Kredite für Kriegsmaterial-Anschaffungen im Nationalrat.
1909 war er Ehrenpräsident des Schützenfestes in Murten und 1911 Ehrenpräsident des Organisationskomitees für das 13. Westschweizerische Schwingfest.
Er war Direktor des Verbands der Schweizerischen Uhrenindustrie und von 1909 bis 1913 Präsident der Freiburger Industrie- und Handelskammer.

## Mitgliedschaften
Constant Dinichert war Mitglied des Deutschen Geschichtsforschenden Vereins des Kantons Freiburg.

## Ehrungen und Auszeichnungen
1901 ernannte die Gemeinde Muntelier Constant Dinichert zu ihrem Ehrenbürger.